# Adéla Matasová
Adéla Matasová (* 26. července 1940 v Praze) je česká akademická malířka, sochařka, grafička a multimediální výtvarnice, vysokoškolská profesorka.

## Životopis
V letech 1954–1958 vystudovala Průmyslovou školu bytové tvorby v Praze. V letech 1958–1964 studovala na Akademii výtvarných umění v Praze v ateliéru monumentální malby u prof. Vladimíra Sychry a Arnošta Paderlíka. Na základě stipendia UNESCO byla v roce 1968 na dvouměsíčním pobytu ve Francii. Od 70. let se začíná intenzivně věnovat práci s papírovou hmotou, ať už v grafice, kresbě a později v reliéfech, prostorových objektech a instalacích. Od roku 1989 soustavně pracuje na instalacích objektů v prostoru. Jejich součástí je vždy zvuk, který si vybírá z prací současných hudebních tvůrců v oblasti minimal artu.
Její práce byly prezentovány na celé řadě mezinárodních výstav, jmenujme alespoň ART 17 v Basileji (1968),
CIAE v Chicagu (1987), a v roce 1994 Festival českého umění v New Yorku. V roce 2004 měla samostatnou výstavu v Muzeu moderního umění v Denveru, USA.
V letech 1990–2003 zastávala místo profesorky v ateliéru alternativních technik na Vysoké škole uměleckoprůmyslové v Praze. V roce 2000 přijala místo hostující profesorky v Oddělení umění na University of Colorado, Boulder, USA. V období 2004–2005 působila jako prorektorka pro uměleckou činnost na Literární akademii, soukromé vysoká škole Josefa Škvoreckého. V období 2005 - 2012 působila na UUD ZČU v Plzni, nynější Fakultě designu a umění Ladislava Sutnara. Je členkou spolku Umělecká beseda. Žije a pracuje v Praze.

## Dílo

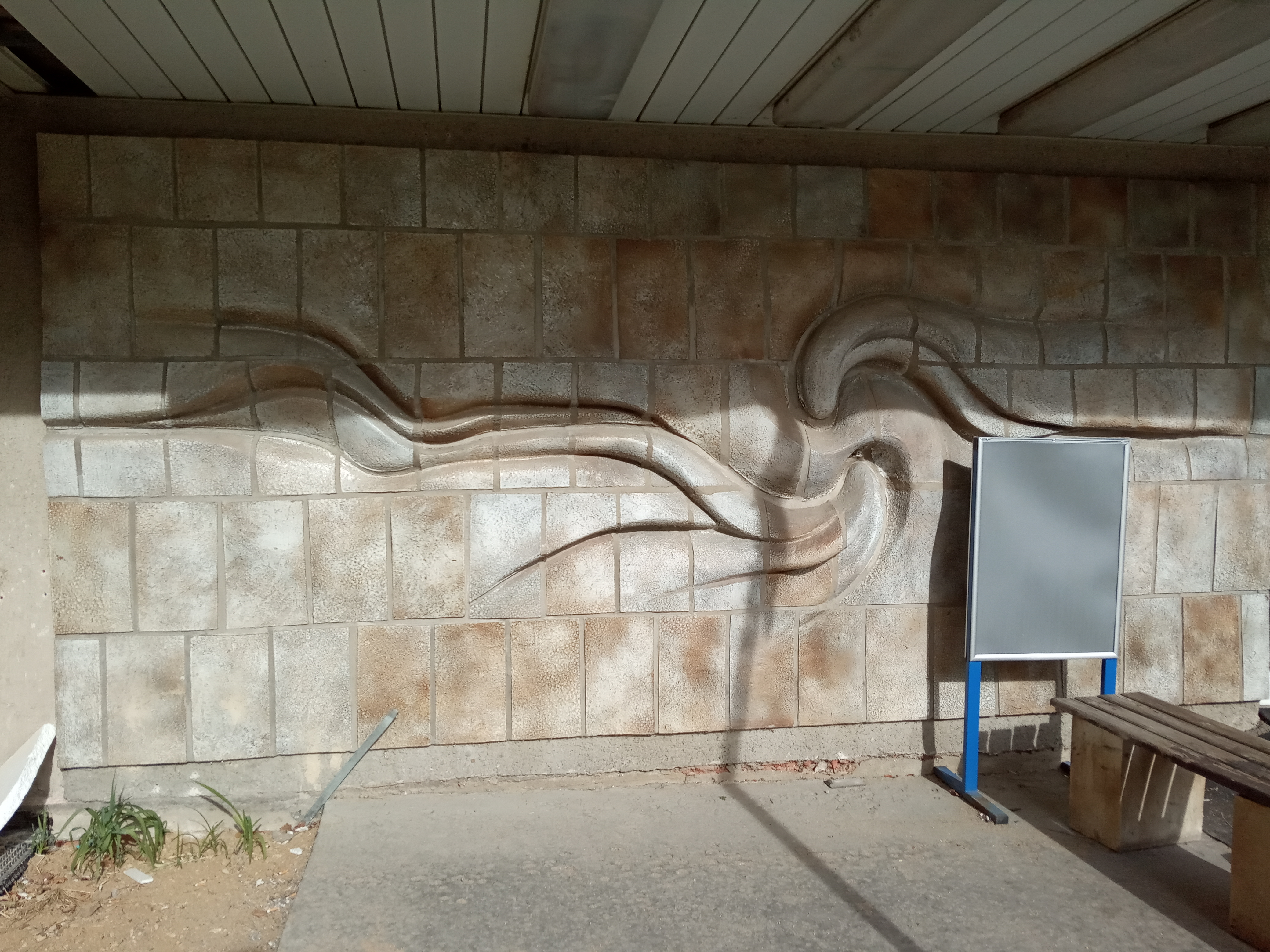
Keramická stěna na pavilonu 6 Fakultní nemocnice Motol, Praha, 1985

Během jejího studia v ateliéru monumentální malby byl Sychrův ateliér v častém kontaktu s ateliérem architektury. Měla tak možnost vytvářet trojrozměrné makety a seznámila se technikami mozaiky, sgrafita nebo fresky, které později využila jako restaurátorka. Zároveň ji více než samotná malba zaujala prostorová díla a postupně se přiklonila k sochařství a instalacím. Pracovala s laminátem a pryskyřicí a po návratu z Francie vytvářela abstraktní sochy a reliéfy z papírové hmoty a keramiky. Zabývá se rovněž grafikou a prostorovými instalacemi, často se zvukovým doprovodem.
V 70. letech realizovala sochy z kovu a kamene do veřejného prostoru.

### Autorské výstavy
- 2008 — "Mluv ke mně"; Museum Kampa (Nadace Jana a Medy Mládkových)
- 2005 — "Meziprostory"; Galerie Montanelli Praha
- 2004 — "Skryté podoby"; Museum of Conterporary Art Denver, USA
- 2001 — "Fiktivní projekty"; Galerie Václava Špály v Praze
- 1998 — "Dešťová stěna"; realizace projektu na hradě Klenová u Klatov v rámci projektu "Dílo ve veřejném prostoru" Nadace současného umění, Praha
- 1997 — "Zastavení v čase, 1963–1997"; Národní Galerie v Praze, Palác Kinských
- 1995 — "Koryta – Tomby"; Galerie Via Art Praha
- 1994 — "Komunikace II"; instalace, venkovní prostor hradu Klenová – Galerie Klatovy
- 1993 — "Komunikace I"; Stará radnice Brno, Městská galerie Brno
- 1992 — "Posun v prostoru"; Výstavní síň E. Filly, Ústí nad Labem
- 1991 — Instalace "Situace II"; Nová síň, Brno
- 1990 — Plastiky a reliéfy, Art Be, Galerie Biehler, Mnichov
- 1986 — Reliéfy; Ústav makromolekulární chemie ČSAV, Praha
- 1983 — Výstava grafiky ze soukromé sbírky "Mladinska galerija"; Lublaň

### Umělecká ocenění
- 1982 Mezinárodní bienále kresby v Rijece v Jugoslávii.

### Zastoupení ve sbírkách
- Národní galerie v Praze
- Galerie hlavního města Prahy
- Galerie umění v Karlových Varech
- Oblastní galerie Vysočiny v Jihlavě
- Galerie výtvarného umění v Chebu
- Mestna Galerija Lublaň
- Galerie města Budapešť
- Galerie současného umění - Plac, Krakov
- Mezinárodní kulturní centrum Galerie výtvarného umění - Rynek, Krakov
- Soukromé sbírky doma i v zahraničí

### Realizace
- 1967 Dekorace vstupního prostoru závodu n. p. Spolana Neratovice, beton, kámen, Libiš
- 1971 Plastika, beton, Horolezecká, U dvojdomů, Praha 15 - Hostivař
- 1973 Dotek, plast, kámen, Horolezecká, U dvojdomů, Hostivař, Praha 15
- 1973 Fontána, kov, 28. října, Neratovice (odstraněno)
- 1976 Trojice, žula, sportovní hala Beroun, Tyršova (spoluautorka hlavního autora S. Flutowského)[5]
- 1977 Sepětí, pískovec, Třída Míru 1540, Beroun
- ? Strom, keramický reliéf, areál Fakultní nemocnice Plzeň 1

### Katalogy
- Adéla Matasová: Zastavení v čase, 1997, Jiří Machalický, kat. nestr. Národní galerie, palác Kinských, Praha, ISBN 80-7035-135-7
- Soft Sculpture and Beyond : An International Perspective, 1993, Jutta Feddersen, Gordon and Breach Arts International, ISBN 978-976-8097-38-5

### Články v tisku
- David Hall, recenze výstavy – Skryté podoby v Denveru, Art Papers vol. 28, no. 4, p. 52, 2004
- Jiří Machalický: Matasová představila skryté obrazy v USA. Lidové noviny, 22. 4. 2004
- Charlotta Kotíková, katalog k výstavě Fiktivní projekty ve Špálově galerii, Praha, 2001
- Jiří Fiala, Pohyb a otisk myšlení, Vesmír č. 7, 1991
- Andreas Kühne, Nach der Wende in Osten, Süddeutsche Zeitung, 31. 5. 1990
- Marcela Pánková, Instalace A. Matasové, Ateliér, 16. 5. 1989
- Květa Křížová, Stěna jako plastický obraz? Domov č. 5, str. 7, 1980